# Yamaha Virago
La Yamaha Virago fue la primera motocicleta Crucero de Yamaha con motor en V de 2 cilindros (V-twin)  , y una de las primeras motocicletas de producción con suspensión trasera Monoshock.   Originalmente se vendió con un motor de 750 cc en 1981, Yamaha pronto agregó  las versiones de 500 cc y de 900 cc.
La motocicleta fue rediseñada en 1984, cambiando la suspensión trasera de monoshock a doble amortiguador, y agregando el tanque de gasolina con forma de lágrima. Ese año la Harley-Davidson, temerosa de la competencia que pudiera crear la Virago y otras marcas de motocicletas crucero japonesas, promocionó una tarifa a la importación de motocicletas con motores mayores de 700 cc.  Yamaha reemplazó el motor de la  moto de 750 cc un motor de 699 cc  creando esa versión para evitar la tarifa de 750 cc al mismo tiempo que aumentó la capacidad de los motores de 920 a 1000 cc y posteriormente a 1100 cc. A finales de los ochenta se agregó un modelo de 250 cc a los modelos Virago. También hubo una pequeña producción de motos Virago de 125 cc. Yamaha hizo los modelos XV125, XV250, XV400, XV500, XV535, XV700, XV750, XV920R, XV1000/TR1, XV1100, siendo la  XV400SCLX la más exótica de entre sus hermanas.
Finalmente los modelos Virago más grandes se dejaron de producir siendo reemplazados por las motocicletas V-Star y Road Star.  La última motocicleta Virago fue la Virago 250 de 2007. Para el 2008 se le cambió el nombre a V-Star 250.
De acuerdo a la revista Motorcyclist, las primeras Virago tenían una falla en el diseño del motor de arranque. La revista publicó que ese defecto existió en los modelos fabricados en 1982 y 1983.

## Modelos Virago
- Yamaha Virago 125
- Yamaha Virago 250 (until 2007) -  V Star 250 (2008-present)
- Yamaha Virago 400
- Yamaha Virago 500 Special - 1983 Virago XV500 - Steve Michaelson,Of Millard, NE
- Yamaha Virago 535
- Yamaha Virago 750
- Yamaha XV920R
- Yamaha Virago 1000
- Yamaha Virago 1100
- Yamaha DragStar